# Archív Orientální
Az Archív Orientální (ArOr, más néven: Quarterly Journal of African and Asian Studies / Oriental archive) 1929-ben a Cseh Köztársaságban alapított nemzetközi orientalisztikai szakfolyóirat.

## Leírás
Az Archív Orientálnít 1929-ben, a prágai Károly Egyetem egykori rektora, az orientalista Bedřich Hrozný (1879-1952) alapította. A nemzetközi rangú, a cseh orientalisztika legnevesebb szakfolyóirata az orientalisztikai tanulmányokon túl, a közel-keleti és az afrikanisztikai tanulmányoknak is teret enged. Évente három alkalommal (május, szeptember, december) jelenik meg. Tartalmilag valamennyi szám régiókként bontva három szekciót (Közel-Kelet és Afrika, Dél- és Belső-Ázsia, Távol-Kelet) tartalmaz.